# دنیای سبزی دیگر
دنیای سبزی دیگر (به انگلیسی: Another Green World) سومین آلبوم استودیویی برایان اینو، موسیقی‌دان اهل بریتانیاست که سال ۱۹۷۵ میلادی منتشر شد. این آلبوم با مشارکت هنرمندان نامداری همچون رابرت فریپ، فیل کالینز و جان کیل تهیه شد، و گذاری بود از موسیقی راک‌محور آلبوم‌های پیشین اینو به حال‌وهوای مینیمالیستی حاکم بر آثار امبینت اواخر دههٔ ۱۹۷۰ او. براین اینو در دنیای سبزی دیگر از تکنیک‌های بدیع ضبط بهره گرفت و به آفرینش موسیقی بی‌کلام تمایل بیشتری نشان داد.
آلبوم اگرچه جایگاه مناسبی در چارت موسیقی آمریکا بدست نیاورد اما از سوی منتقدان بسیار مورد تحسین قرار گرفت و برخی آن را در فهرست برترین آلبوم‌های موسیقی جای داده‌اند.